# Aldama (Tamaulipas)

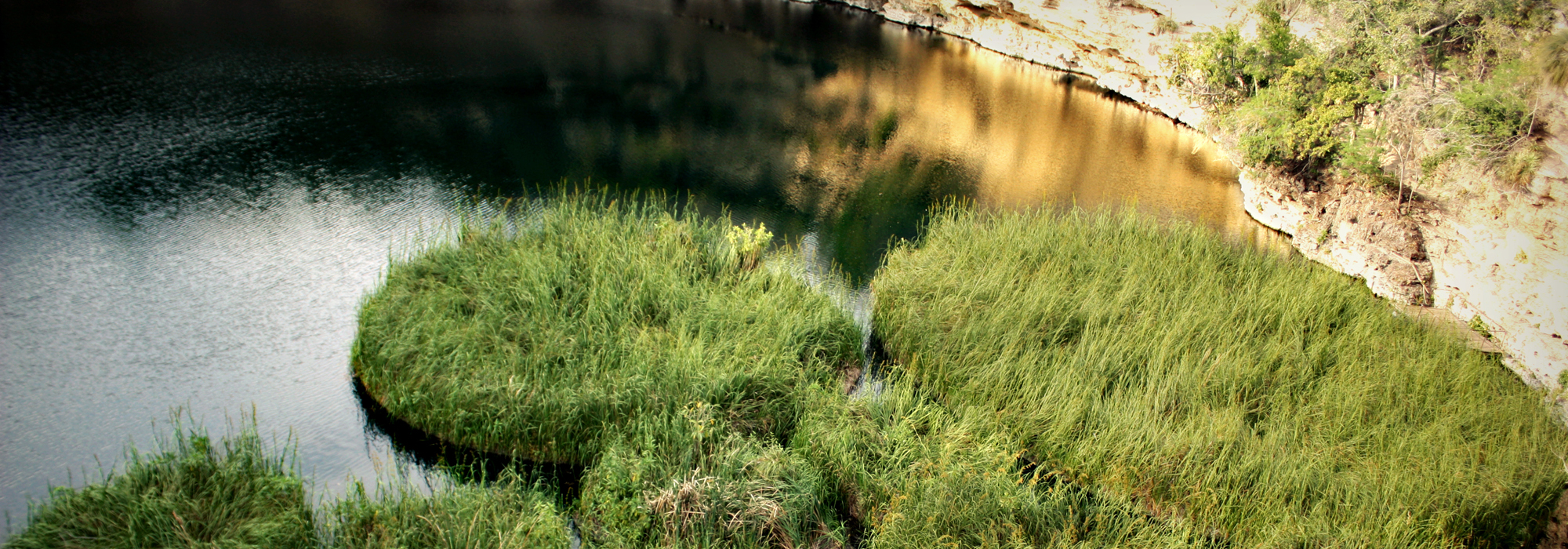
La Poza del Zacatón, uno de los atractivos más conocidos de la región que además posee un récord mundial.

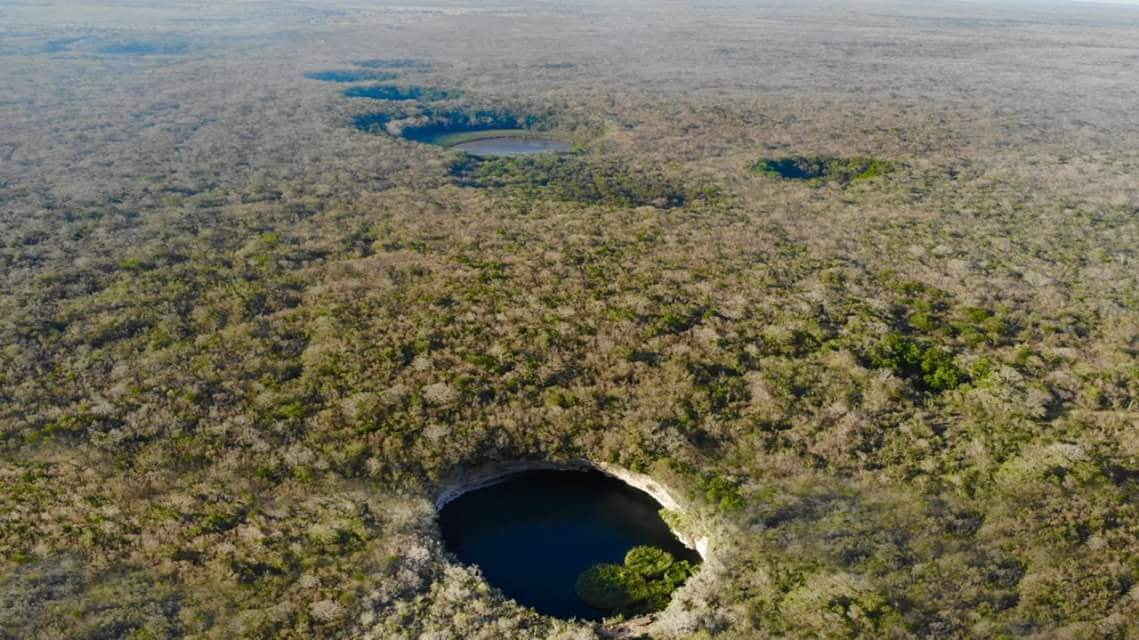
Atractivos turísticos (cenotes).

Aldama es una localidad, cabecera del municipio homónimo, en el estado de Tamaulipas, México. Es conocida como la capital de las vacas, debido a su histórica industria ganadera.

## Historia
Fue fundada el día 26 de abril de 1790 con el nombre Villa de la Divina Pastora de las Presas del Rey. El 25 de noviembre de 1828 se le concedió el título de Villa Aldama, en honra al Prócer de la lucha por la Independencia.

### Cronología de hechos históricos
1790: El 26 de abril, fundación de la villa Presas del Rey (hoy Aldama).
1811: En el mes de marzo, pasa por la villa don Joaquín Arredondo, procedente de Tampico en persecución del cura Hidalgo.
1817: El 22 de mayo, proveniente de Soto La Marina, transita por la villa Presas del Rey, don Francisco Javier Mina.
1828: El 25 de noviembre, por decreto del Gobierno del Estado, se le cambia de nombre por el de Villa de Aldama.
1865: Fue incendiada la iglesia Divina Pastora por los franceses.

### Personas destacadas
Fortunato De Leija Pérez (1885-1918). Abogado, político y constituyente (Querétaro 1917). Originario del rancho El Barranco, Municipio de Aldama, Tamaulipas.

### Monumentos históricos
Monumentos erigidos a Benito Juárez y a Miguel Hidalgo y Costilla, ambos ubicados en la plaza principal de la ciudad.

### Monumentos arqueológicos
En la laguna del Sapo (ejido Guadalupe Victoria), hay restos de numerosos cués o montículos. En el ejido Tres Piedras se encuentra otra zona arqueológica. Por esa misma región, en Magueyes y ejido El Olivo, hay vestigios de un antiguo pueblo huasteco. Al sureste de Aldama, cerca de Morón, en un lugar llamado la Ceiba existe un grupo de montículos donde se han encontrado monolitos.

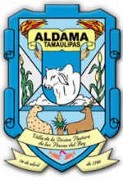
Escudo del municipio de Aldama.

### Fiestas populares
Una de las fiestas populares es la que se realiza, año con año, para festejar la fundación de la ciudad. Se inicia la última semana de abril con un desfile de carretas alegóricas, simulando la llegada de los primeros pobladores.

### Alimentos

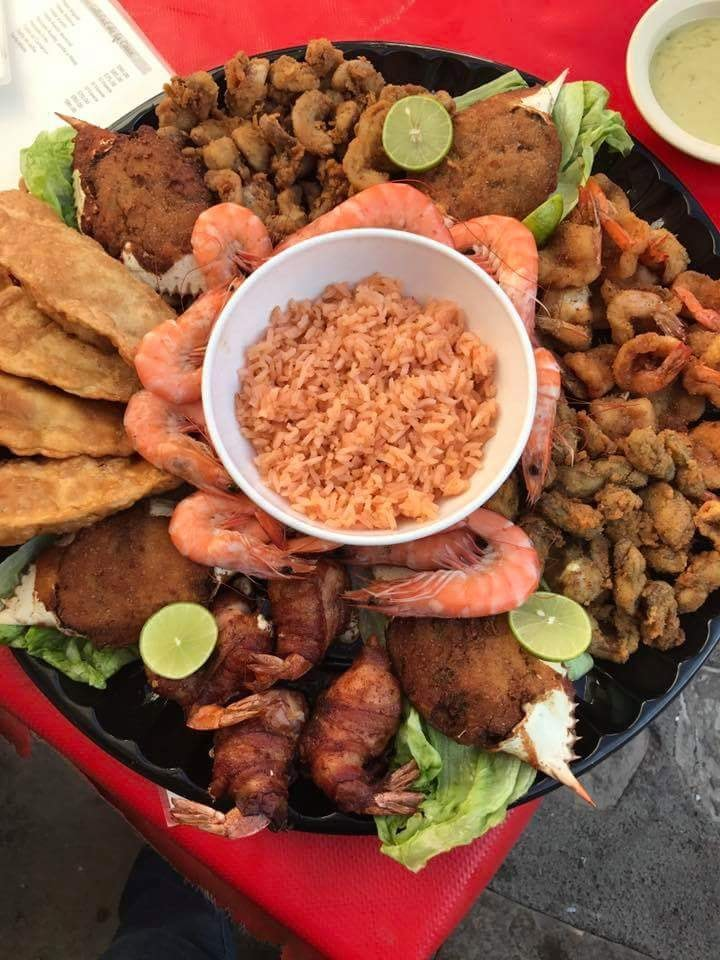
Gastronomía regional.

Por ser una región eminentemente ganadera, en cuanto a gastronomía, lo típico en Aldama es la deliciosa barbacoa, la cecina y el panzaje de res, así como las panelas y el queso en sus distintas variedades.

### Artesanías
En la cabecera municipal se encuentra un taller de talabartería, donde se manufacturan distintos artículos de piel, como son: chaparreras, sillas de montar, cuartas, fundas para navajas y machetes, reatas de lazar de cerda de cuero; por otra parte, también se hacen coronas florales, sillas, piñatas, disecamiento de animales y pulimento de cuernos de res, borrego y venado.

## Geografía

### Localización
Este municipio está ubicado en las siguientes coordenadas:latitud de 22° 55' 16" Norte y longitud de 98° 4' 23" Oeste; cuenta con una superficie de 1361 km², y se encuentra a una altitud de 90 m s. n. m. (metros sobre el nivel del mar). Limita con el Soto la Marina (al norte); Altamira (al sur); Casas y González (al oeste) y el Golfo de México (al este).

### Hidrografía
Aldama cuenta con cuatro grandes ríos: río el Tigre, río Blanco, río el Barbarena y río el Carrizal. Además cuenta con una represa artificial, la Presa República Española y unos cenote llamado el Zacatón con una profundidad aproximada de 320 metros.

### Clima
Según la clasificación climática de Köppen, en la región es tropical y cálido.

### Clasificación y uso del suelo
En el Municipio las clases de suelo son: regosol en la parte costera; asociación feozem haplico vertisol pelico en la región noreste; asociación feozem rendzima y asociación eutrica-cambrisol cálcico al norte y asociación lotosol-rendzima feozem haplico al oeste. La tenencia de la tierra es eminentemente privada.

### Flora y fauna

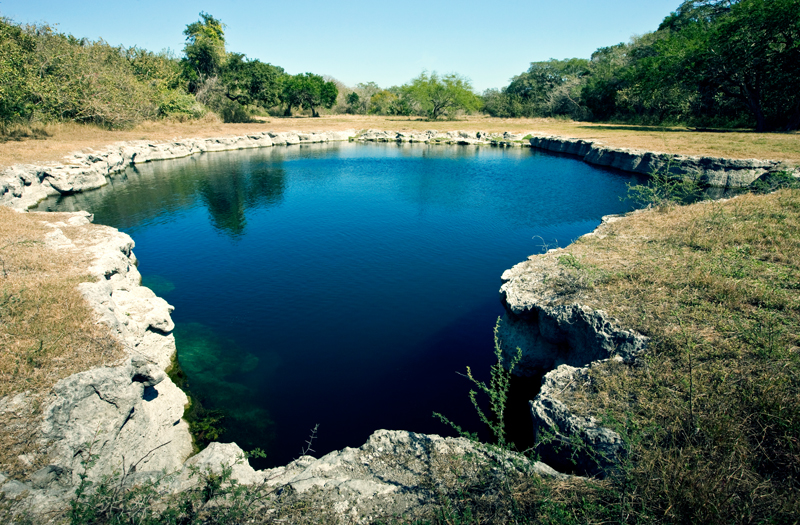
Una de las distintas pozas.

En las partes más elevadas se presenta la selva baja caducifolia; mientras que en las porciones menos cerriles encontramos selva baja caducifolia espinosa y en los valles o partes bajas, principalmente al oriente del territorio municipal pastos naturales.
En lo que se refiere a fauna, el municipio es muy rico, pues cuenta con jabalí, venado, tejón, armadillo, liebre, víbora, zorrillo, guajolote silvestre, zorra, coyote, gato montés, jaguar, chachalacas, oso hormiguero y puma.
Al sur del Estado, y ubicada en el Municipio de Aldama se encuentra la “Barra de la Tortuga Lora” en donde se lleva a cabo el desove de esta especie en peligro; se localiza en las playas comprendidas cerca de la Barra del Tordo, casi llegando a Soto La Marina; y constituye el único lugar en el país que reúne las características especiales para el desove de la especie Tortuga Lora conocida por su nombre científico (Lepido chelys-kempr) y considerada nativa de las costas de Tamaulipas. Se encuentra actualmente en peligro de extinción, pero gracias a los apoyos brindados por el Gobierno del Estado, grupos ecológicos de otras naciones lograron un convenio en el año de 1966 firmado por Estados Unidos y México, en virtud del cual se han iniciado operaciones tendientes a mejorar su calidad de vida y a incrementar paulatinamente su población. Estas acciones dieron inicio en el campamento de Rancho Nuevo, ocupando en su primera fase una extensión de 30 kilómetros de las playas del Golfo de México y continuando en Tepehuaje, Soto La Marina y Aldama o playa 2, con una ampliación de 32 kilómetros de zona exclusiva de reproducción o desove, siendo visitada por europeos, cubanos, norteamericanos y gentes de todo el mundo.
Esta es una de las tortugas marinas más pequeñas propiedad de las costas de Tamaulipas. Llegan aproximadamente 300 de ellas por los meses de abril y junio , que es su época de desove, logrando hasta 100 huevos en promedio cada una, tardando 45 días en encubación para el nacimiento de las crías, llegando a medir de 4 a 5 centímetros, y con un peso de 10 gramos al nacer, alcanzando en adulto hasta 80 centímetros, y un peso entre los 35 y 50 kilogramos.
Al igual que otras especies en peligro de extinción, la tortuga lora se encuentra sujeta a los depredadores, animales y humanos debido a lo fácil de su captura y al alto grado de aprovechamiento.

## Demografía

### Población
La ciudad de Aldama cuenta con aproximadamente el 43 % de la población del municipio, 31 470 habitantes, según el censo del año 2010.

### Educación, cultura, recreación, deporte y música
En lo referente a educación, cuenta con estancias infantiles, jardín de niños, primarias, dos secundarias y dos instituciones de educación media superior, el CBTa 56 Lic. Fortunato de Leija Pérez y la preparatoria "Instituto Educativo Aldama" A.C. Además de contar con dos universidades las cuales son la Universidad para el Bienestar Benito Juárez y la Universidad del Atlántico "Campus Aldama".
También cuenta con La Casa de la Cultura del municipio que se encuentra en la colonia, Constitución, en un espacio dentro de la plazoleta de esa misma colonia. En ella se desarrollan actividades culturales como danza, música, pintura y canto.
También cuenta con una Unidad Deportiva; que consta de un gimnasio, pista, cancha de fútbol, de baloncesto y pared de frontón. Más recientemente se ha añadido una cancha de fútbol de pasto sintético. En lo que respecta a la cultura musical, este pueblo cuenta una diversidad de música, en la cual destacan grupos musicales originarios de este municipio los cuales son Grupo Elegidos, Grupo Galope, Tony y sus Teclados, ya que su música es un género ranchero, polka, baladas, norteñas y música tradicional del estado tamaulipeco. Adicional a esto cabe mencionar que también cuenta exponentes del género urbano (Hip-Hop y Rap) en los cuáles podemos destacar la presencia del rapero Kirro Ruiz y su famosa canción Aldama Tamaulipas en la cual menciona cada una de las colonias que conforman el municipio del Aldama, también están los raperos emergentes con letras más orientadas al rap underground y poético tales como: Bi-Em, Perales la, Jhair HDZ, entre otros más que aportan a este movimiento.

### Salud
Presente en Aldama está una unidad de la Cruz Roja, Hospital Integral Aldama, Clínica del iMSS, Clínica del ISSTE y Centro de Salud Aldama (rector)

## Economía

### Actividades económicas primarias
La economía de Aldama se basa en un 80 % en la ganadería y en un 20 % por ciento en la agricultura.

#### Minería
La minería (explotación de sal, fosforita, fluorita y barita).

#### Agricultura
En la agricultura se cosecha cártamo, maíz, soya, fríjol, sorgo y algunas hortalizas.

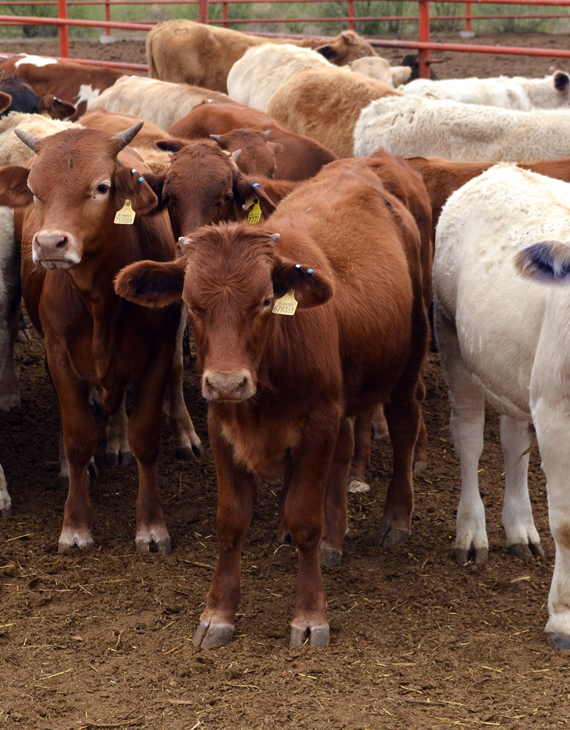
La principal actividad de nuestro municipio.

#### Ganadería
En la ganadería (ganado bovino, y en menor medida ovino, porcino, equino y caprino), su primera fuente productora es el ganado bovino (cebú y suizo americano). Por su potencial en ganadería, Aldama cuenta con una empacadora de carnes y rastro TIF que abastece el mercado regional y nacional, con una matanza promedio de 75 000 cabezas al año hasta el 2001 y además es una fuente de empleo principales del municipio de Aldama.
Es por eso que se considera "La capital de las vacas"

#### Pesca
Y la pesca cuenta con 11 permisionarios, 7 cooperativas pesqueras y 2 sociedades pesqueras. La mayor pesca comercial en la zona de Aldama, se lleva a cabo en embarcaciones menores de 25 pies de eslora, con motores fuera de borda con potencia de entre los 60 y 115 H.P. Las principales especies de escama fina que se explotan en las aguas litorales del golfo de México, son: El huachinango, Medregal, Cuberam, Cherna, Abadejo, Negrillo, Boquilla, Peto, Bacalao, Besugo entre otras, además se capturan el Tiburón y el Cazon. Aldama es muy dedicado a la acuacultura, ya que en este municipio se encuentra el potencial del Golfo de México.

### Hidrografía
El municipio cuenta con tres ríos de suma importancia, como son: el Tigre, Barberena y Carrizal. Las obras hidráulicas de mayor relevancia son la presa República Española, conocida como presa del Sombrerito y Proyecto el Nacimiento, que sirve para riego, recreación y pesca.

#### Turismo

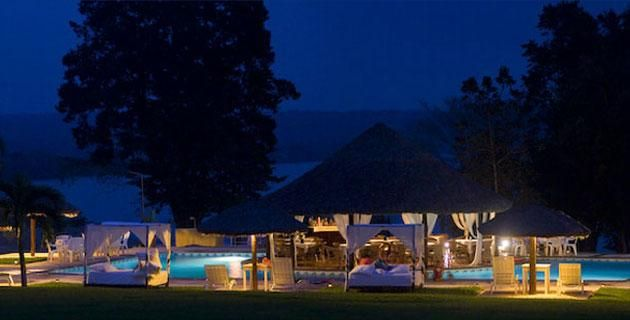
Unos de los mejores lugares para hospedarse para disfrutar al máximo del esplendor de la naturaleza.

El municipio de Aldama cuenta con numerosos sitios de interés para los visitantes como playas: Barra del tordo y Rancho Nuevo, en este último sitio existe un campo tortuguero. Ríos: El más importante es donde se localiza la cascada "El Salto" y la Muralla, además de otros sitios.

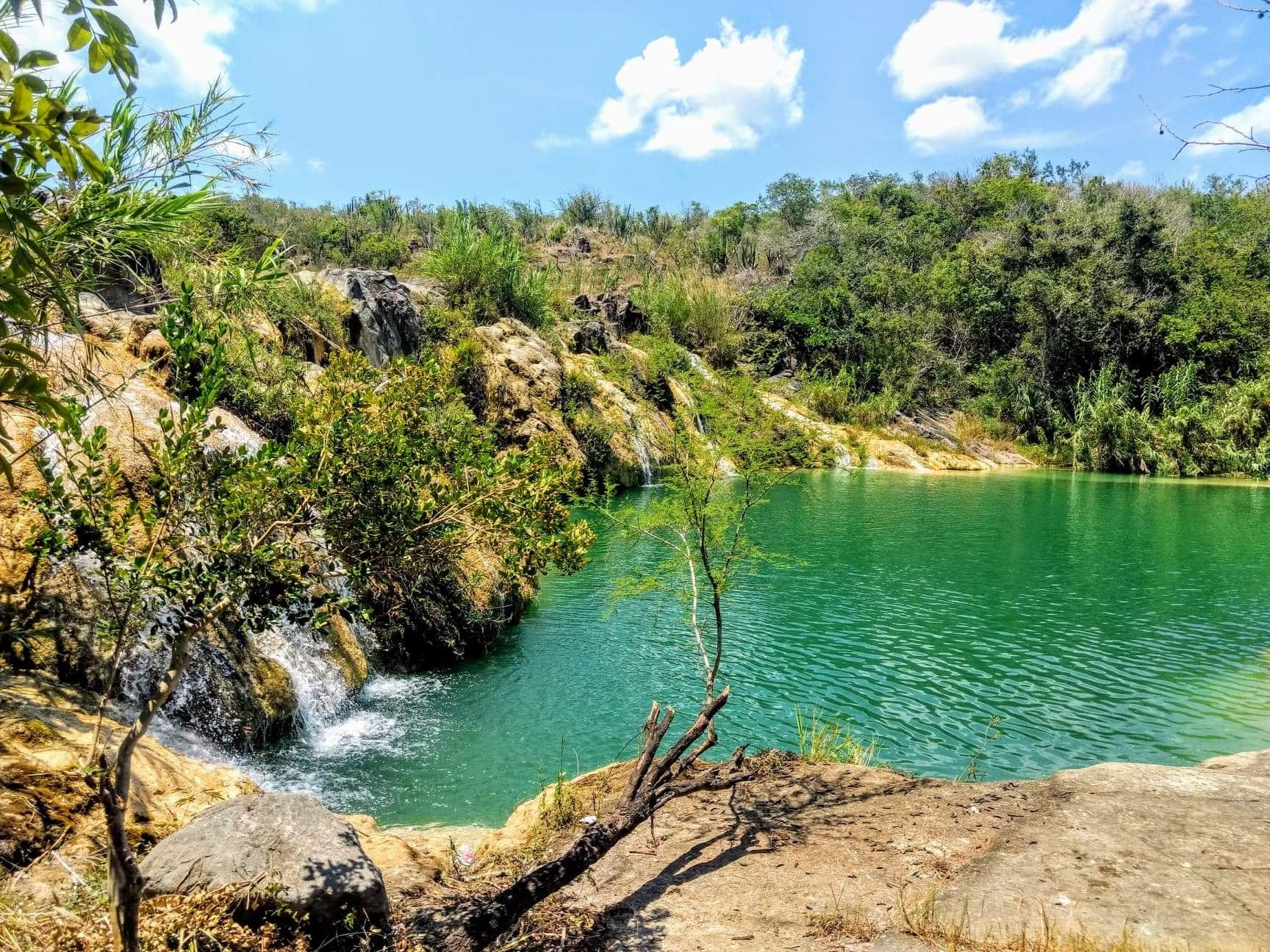
Área turística.

También cuenta con cenotes únicos en el norte de México por extensión, belleza y profundidad, son la poza del Zacatón con aproximadamente 339 m de profundidad, así como La Poza Verde, La Pilita (Aguas termales), La Azufroza, la del Caracol y La Cristalina. También a unos cuantos metros de los cenotes se puede encontrar una red de grutas subterráneas conocidas como los cuarteles.

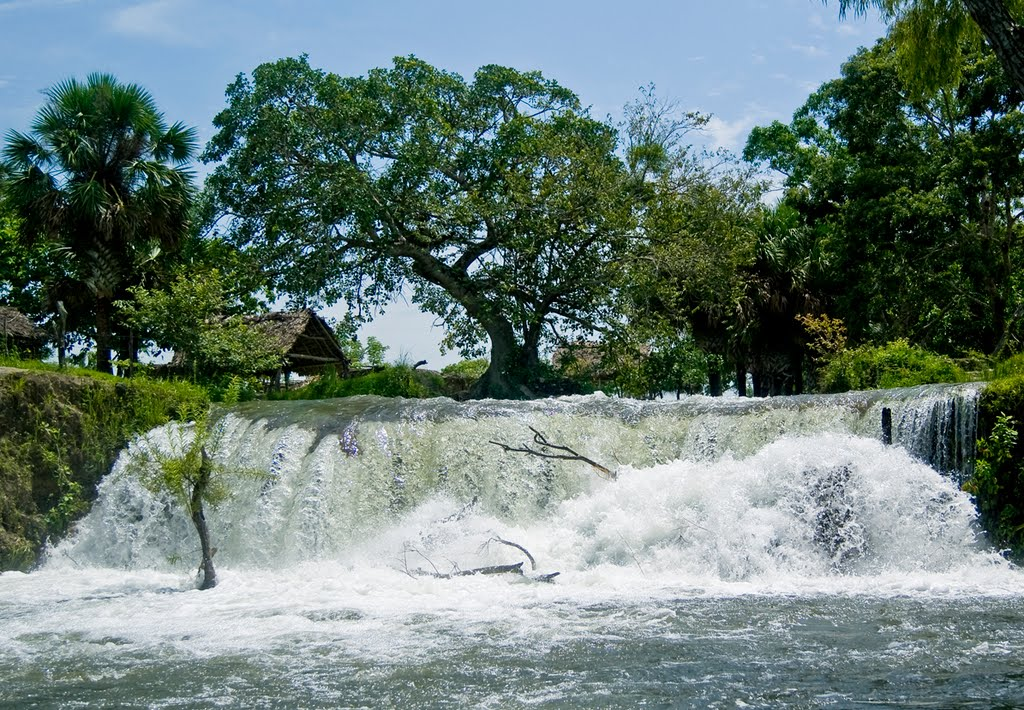
Uno de los atractivos turísticos más visitados de Aldama: El Salto.

En si el municipio de Aldama brindará una experiencia con múltiples escenarios naturales para todos los gustos.

#### Expresidentes
| Presidente Municipal                | Periodo de Gobierno |
| ----------------------------------- | ------------------- |
| Guadalupe Balboa                    | 1937-1939           |
| Juan M. Dávila                      | 1940-1942           |
| Pablo Olivares                      | 1943-1945           |
| Lorenzo Liñán                       | 1946-1948           |
| José María Montalvo                 | 1949-1951           |
| Baltazar de Leija                   | 1952-1954           |
| Andrés de Leija                     | 1955-1957           |
| Antonio Castillo                    | 1958-1960           |
| Dionicio Segura Gallardo            | 1961-1962           |
| José María Vargas y Efraín de Leija | 1963-1965           |
| Gonzalo Alemán:                     | 1966-1968           |
| Julián Vargas Saldivar              | 1969-1971           |
| Leopoldo Montalvo Alemán            | 1972-1974           |
| Julio Galván Alemán                 | 1975-1977           |
| Gonzalo Alemán                      | 1978-1980           |
| Baltazar Leal Villarreal            | 1981-1983           |
| Raúl Rivera Cruz y Waldo Bolaños S. | 1984-1986           |
| Leonardo de Leija Lara              | 1987-1989           |
| Jose Guadalupe González Segura      | 1993 -1995          |
| Abad Smer Silva                     | 1999-2001           |
| Mario Fernández Arteaga             | 2002 -2004          |
| Felipe López Ávalos                 | 2005-2007           |
| Abad Smer Silva                     | 2008-2010           |
| Ismael Herver Bautista              | 2011-2013           |
| Mario Zamorano Cantu                | 2013-2016           |
| Juan Raga González                  | 2018(interino)      |